# نیکسیتی
نیکسیتی (انگلیسی: Nexity) شرکت املاک فرانسوی است، که در سال ۲۰۰۰ تأسیس شد.